# سید محمدباقر خرازی
سید محمدباقر خرازی (زاده ۷ تیر ۱۳۴۰) دبیرکل حزب‌الله ایران و مدیر مسئول روزنامه حزب‌الله‌است.
وی در قم به درجه اجتهاد رسیده و مراکزی نظیر مدرسه اجتهادیه محسنیه، مؤسسه فرهنگی هنری امام حسن عسکریو مجموعه مدارس امام هادی در سراسر کشور را تأسیس کرده و اداره می‌کند؛ وی هم‌اکنون در حوزه اجتهادیه محسنیه مشغول به فعالیت است.
دروس جدیدی را پایه‌گذاری کرد
شیمی ولایی
فیزیک ولایی
سید محمد باقر خرازی دارای مدرک کارشناسی ارشد اقتصاد است و در انتخابات ریاست جمهوری ۹۲ رسماً اعلام کاندیداتوری کرده و شعار انتخاباتی خود را ابتدا «دولت المتقین» و سپس پارس اسلامی قرار داد.

## دیدگاه‌ها
به نظر او حضور ولی فقیه به تنهایی کفایت نمی‌کند و لازم است روحانیون امور اجرایی را در دست گیرند.
او اعتقاد دارد هر حزب‌اللهی باید زندگی متمولانه و با رفاه داشته باشد و تمام مردم عضو حزب‌الله هستند.
سخنان مختلف او گاه گاه در رسانه‌ها بازتاب می‌یابد.

## خانواده
سید محمدباقر خرازی پسر سید محسن خرازی (عضو مجلس خبرگان رهبری) است. برادر وی، صادق خرازی، سفیر سابق ایران در سازمان ملل و فرانسه، معاون سابق وزیر امور خارجه و عموی وی، کمال خرازی، وزیر امور خارجهٔ ایران است. خواهر وی با سید مسعود خامنه‌ای ازدواج کرده‌است.

## کاندیداتوری در انتخابات ریاست‌جمهوری ۱۳۹۲
او با اعلام کاندیداتوری در انتخابات ریاست جمهوری سال ۱۳۹۲ در بهمن ۱۳۹۱، برنامه خود را «برگرداندن همهٔ سرزمینهای جداشده از ایران (از جمله تاجیکستان، ارمنستان و آذربایجان) بدون یک قطره خونریزی» و رساندن دلار به هزار تومان در عرض یک سال و لغو تحریمها در چند ماه اول ریاست جمهوری اعلام کرد.
وزارت امور خارجه تاجیکستان به این اظهارات اعتراض کرد.